# Хэнли, Ричард
Ричард Хэнли (англ. Richard Hanley) — австралийский писатель и философ.

## Биография
Хэнли родился в Замбии и ещё ребёнком переехал в Австралию. Он учился в Сиднейском университете. В настоящий момент Хэнли является профессором философии в Университете штата Делавэр. В философских взглядах Хэнли придерживается пердурантизма с влиянием Дэвида Келлогга Льюиса; он верит в возможность психологического, но не физического путешествия во времени.

## Работы
Хэнли — один из соавторов труда Blackwell Guide to the Philosophy of Language (рус. Гид Блэквелла по философии языка, ISBN 0-631-23142-0). Им написал ряд трудов по философии в популярной культуре, в частности, Is Data Human? The Metaphysics of Star Trek (рус. Метафизика «Стар Трека»); он был редактором книги «South Park and Philosophy: Bigger, Longer, and More Penetrating», посвящённой философии в сериале «South Park».